# Canton de Colombes-1
Le canton de Colombes-1 est une circonscription électorale française située dans le département des Hauts-de-Seine et la région Île-de-France.

## Histoire
Un nouveau découpage territorial des Hauts-de-Seine entre en vigueur à l'occasion des premières élections départementales suivant le décret du 26 février 2014. Les conseillers départementaux sont, à compter de ces élections, élus au scrutin majoritaire binominal mixte. Les électeurs de chaque canton élisent au Conseil départemental, nouvelle appellation du Conseil général, deux membres de sexe différent, qui se présentent en binôme de candidats. Les conseillers départementaux sont élus pour 6 ans au scrutin binominal majoritaire à deux tours, l'accès au second tour nécessitant 12,5 % des inscrits au 1er tour. En outre la totalité des conseillers départementaux est renouvelée. Ce nouveau mode de scrutin nécessite un redécoupage des cantons dont le nombre est divisé par deux avec arrondi à l'unité impaire supérieure si ce nombre n'est pas entier impair, assorti de conditions de seuils minimaux. Dans les Hauts-de-Seine, le nombre de cantons passe ainsi de 45 à 23.
Le canton de Colombes-1 est créé par ce décret. Il est formé d'une fraction de la commune de Colombes. Il est entièrement inclus dans l'arrondissement de Nanterre. Le bureau centralisateur est situé à Colombes.

## Représentation
| Période élective | Période élective | Mandat | Mandat   | Identité                | Nuance | Nuance | Qualité |
| ---------------- | ---------------- | ------ | -------- | ----------------------- | ------ | ------ | --- |
| 2015             | 2021             | 2015   | 2021     | Nicole Goueta           |        | LR     | Gérante de société Maire de Colombes (2001-2008 et 2014-2020) Conseillère générale de Colombes-Sud (2001 → 2015) 10e vice-présidente, chargée de la prévention et de la sécurité publique |
| 2015             | 2021             | 2015   | 2021     | Sébastien Perrotel      |        | UDI    | Chef d'entreprise Adjoint au maire de Colombes |
| 2021             | 2028             | 2021   | en cours | Chantal Barthélemy-Ruiz |        | PS     | Professeure d'université, adjointe au maire de Colombes |
| 2021             | 2028             | 2021   | en cours | Najib Benarafa          |        | EELV   | Professeur agrégé, Colombes |

### Résultats détaillés

#### Élections de mars 2015
Lors des élections départementales de 2015, sept binômes de candidats étaient en lice : 
- Brigitte Lavaud (FN) et Adrien Nussac (FN) ;
- Priscillia Manoha et Ahmed Abidine (Alliance des forces politiques de France) ;
- Karin Nironi-Butaye (DVD) et Denis Butaye (DVD) ;
- Fatoumata Sow (PS) et Philippe Sarre, conseiller général sortant (PS) ;
- Christiane Chombeau (PG-FDG) et Yahia Bouchouicha (PCF-FDG) ;
- Nicole Goueta (UMP), conseillère générale sortante et Sébastien Perrotel (UDI) ;
- Samia Gasmi (EELV) et Mourad Mechakra (EELV)[4].

À l'issue du 1er tour, deux binômes sont en ballottage : Nicole Goueta et Sébastien Perrotel (Union de la Droite, 35,53 %) et Philippe Sarre et Fatoumata Sow (PS, 29,02 %). Le taux de participation est de 42,38 % (16 186 votants sur 38 190 inscrits), contre 46,11 % au niveau départemental et 50,17 % au niveau national.
Au second tour, Nicole Goueta et Sébastien Perrotel (Union de la Droite) sont élus avec 54,1 % des suffrages exprimés et un taux de participation de 42,42 % (8 213 voix pour 16 200 votants et 38 190 inscrits).

#### Élections de juin 2021
Le premier tour des élections départementales de 2021 est marqué par un très faible taux de participation (33,26 % au niveau national). Dans le canton de Colombes-1, ce taux de participation est de 30,2 % (11 980 votants sur 39 668 inscrits) contre 35,09 % au niveau départemental. À l'issue de ce premier tour, deux binômes sont en ballottage : Nicole Goueta et Hervé Hemonet (LR, 27,53 %) et Chantal Barthelemy-Ruiz et Najib Benarafa (Union à gauche avec des écologistes, 25,1 %).
Le second tour des élections est marqué une nouvelle fois par une abstention massive équivalente au premier tour. Les taux de participation sont de 34,36 % au niveau national, 37,05 % dans le département et 33,1 % dans le canton de Colombes-1. Chantal Barthelemy-Ruiz et Najib Benarafa (Union à gauche avec des écologistes) sont élus avec 51,48 % des suffrages exprimés (6 281 voix pour 13 136 votants et 39 681 inscrits),,.

## Composition
| Nom                              | Code Insee | Intercommunalité         | Superficie (km2) | Population (dernière pop. légale)                | Densité (hab./km2) | Modifier                                    |
| -------------------------------- | ---------- | ------------------------ | ---------------- | ------------------------------------------------ | ------------------ | ------------------------------------------- |
| Colombes (bureau centralisateur) | 92025      | Métropole du Grand Paris | 7,81             | Fraction : 76 954 (2022) Commune : 90 692 (2022) | 11 612             | modifier les données · modifier les données |
| Canton de Colombes-1             | 9210       |                          |                  | 76 954 (2022)                                    |                    | modifier les données                        |

Le canton de Colombes-1 comprend la partie de la commune de Colombes située au nord d'une ligne définie par l'axe des voies et limites suivantes : depuis la limite territoriale de la commune de la Garenne-Colombes, pont de Charlebourg, rue Pierre-Brossolette, rue Colbert, rue des Gros-Grès, rue Brassat, rue des Voies-du-Bois, rue de Prague, villa Nouvelle, avenue Henri-Barbusse, avenue Jeanne-d'Arc, rue Denis-Papin, rue des Alouettes, rue des Monts-Clairs, jusqu'à la limite territoriale de la commune de Bois-Colombes.

## Démographie
En 2022, le canton comptait 76 954 habitants, en évolution de +7,43 % par rapport à 2016 (Hauts-de-Seine : +2,75 %, France hors Mayotte : +2,11 %).
| 2013   | 2018   | 2022   |
| ------ | ------ | ------ |
| 70 642 | 72 663 | 76 954 |